# Parafia św. Stanisława w Cieślinie
Parafia św. Stanisława w Cieślinie – parafia rzymskokatolicka, znajdująca się w diecezji sosnowieckiej, w dekanacie jaroszowieckim. W parafii posługują księża diecezjalni. Według stanu na listopad 2018 proboszczem parafii był ks. Mariusz Wróbel. 